# Burg Scharfenstein (Eichsfeld)
Die Burg Scharfenstein ist eine hochmittelalterliche Burg im Eichsfeld, die im Jahr 1209 erstmals urkundlich erwähnt wurde.
Heute ist Burg Scharfenstein ein Whiskyerlebniszentrum, eine Hotelanlage mit Restaurant sowie eine Kaffeerösterei.

## Lage
Die Spornburg liegt südwestlich der Stadt Leinefelde, am Rande des Naturparks Eichsfeld-Hainich und oberhalb des Dorfes Beuren. Sie befindet sich auf einem kleinen nach Osten heraustretenden Sporn, dem Schlossberg (480 m), am Nordrand des Düns im Landkreis Eichsfeld in Thüringen. Der Spornlage an der nördlichen Abbruchkante des Dün entstand durch ein Kerbtal östlich des Schlossberges gegen den Totenkopf und einen Geländeeinschnitt im Westen zum Nesselberg. Das Bergplateau besteht aus Wellenkalk, welcher als Baustoff für die Burg selbst nicht geeignet ist.
Verkehrsmäßig zu erreichen ist die Burg über die Straße zwischen Beuren und Kreuzebra. Verschiedene Wanderwege über den Dün und vom Haltepunkt Beuren der Bahnstrecke Halle–Hann. Münden führen zur Burg.

## Geschichte

### Die ersten Jahrhunderte

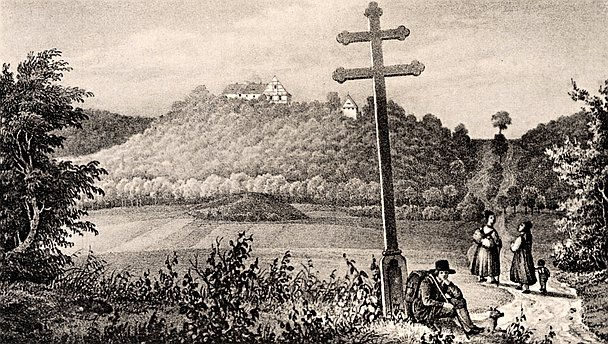
Das Schloss Scharfenstein (Lithographie von Carl Duval
19. Jahrhundert)

Mit dem Niedergang der im Leinetal gelegenen Burg Beuren entstand auf dem Bergsporn des Dün eine neue Burganlage. Es wird davon ausgegangen, dass die Burg Scharfenstein um das Jahr 1200 auf vorher unbesiedelten Gelände errichtet worden sein muss. Der bei Restaurierungsarbeiten wiederentdeckte erste Bergfried am Rand der Kernburg gehört mit seinem Buckelquader-Mauerwerk wohl noch in die Stauferzeit Ende des 12. Jahrhunderts, genauso wie Reste eines vor der Burg gelegenen des 12./13. Jahrhunderts.

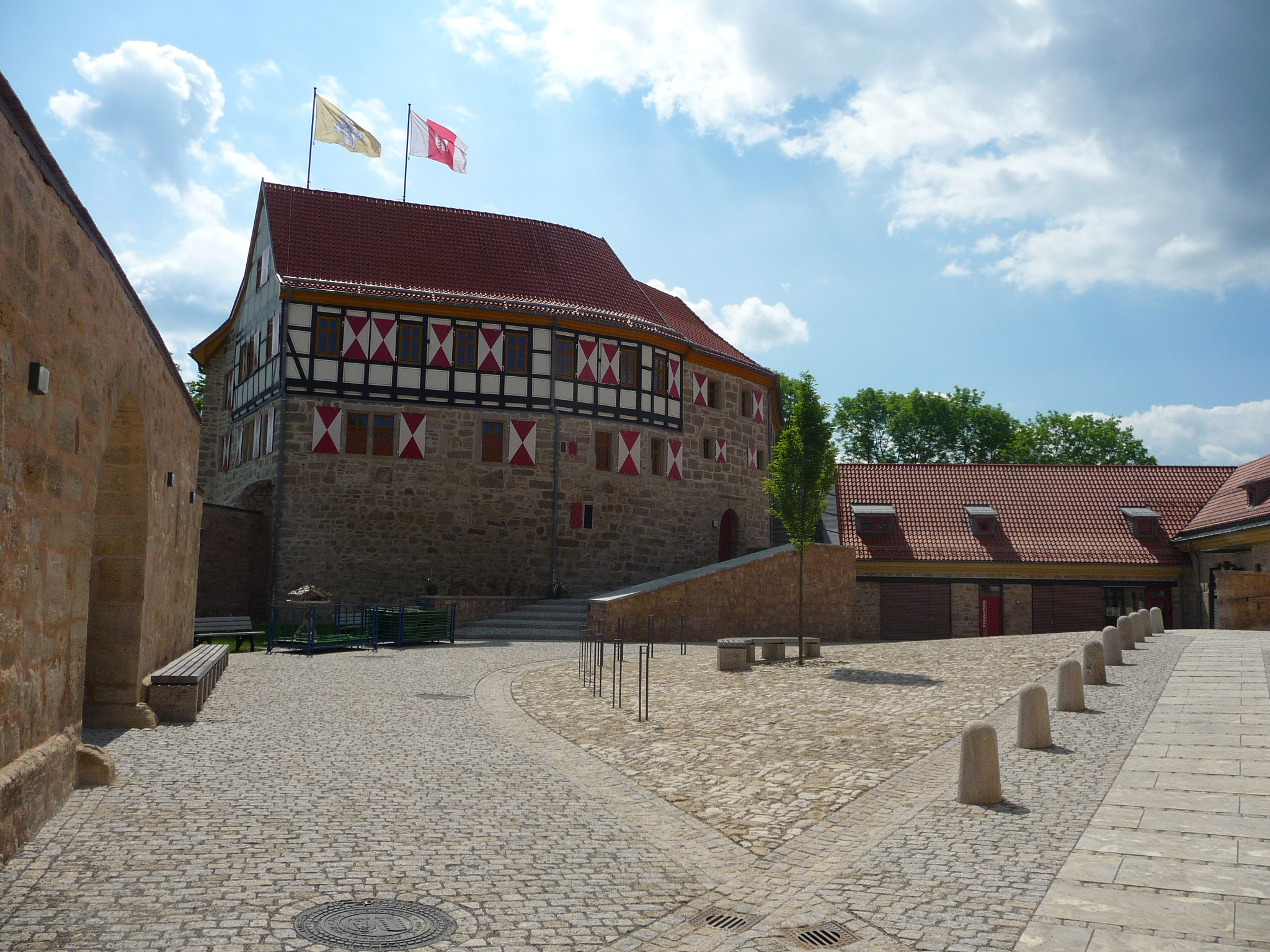
Der Burghof der Burg
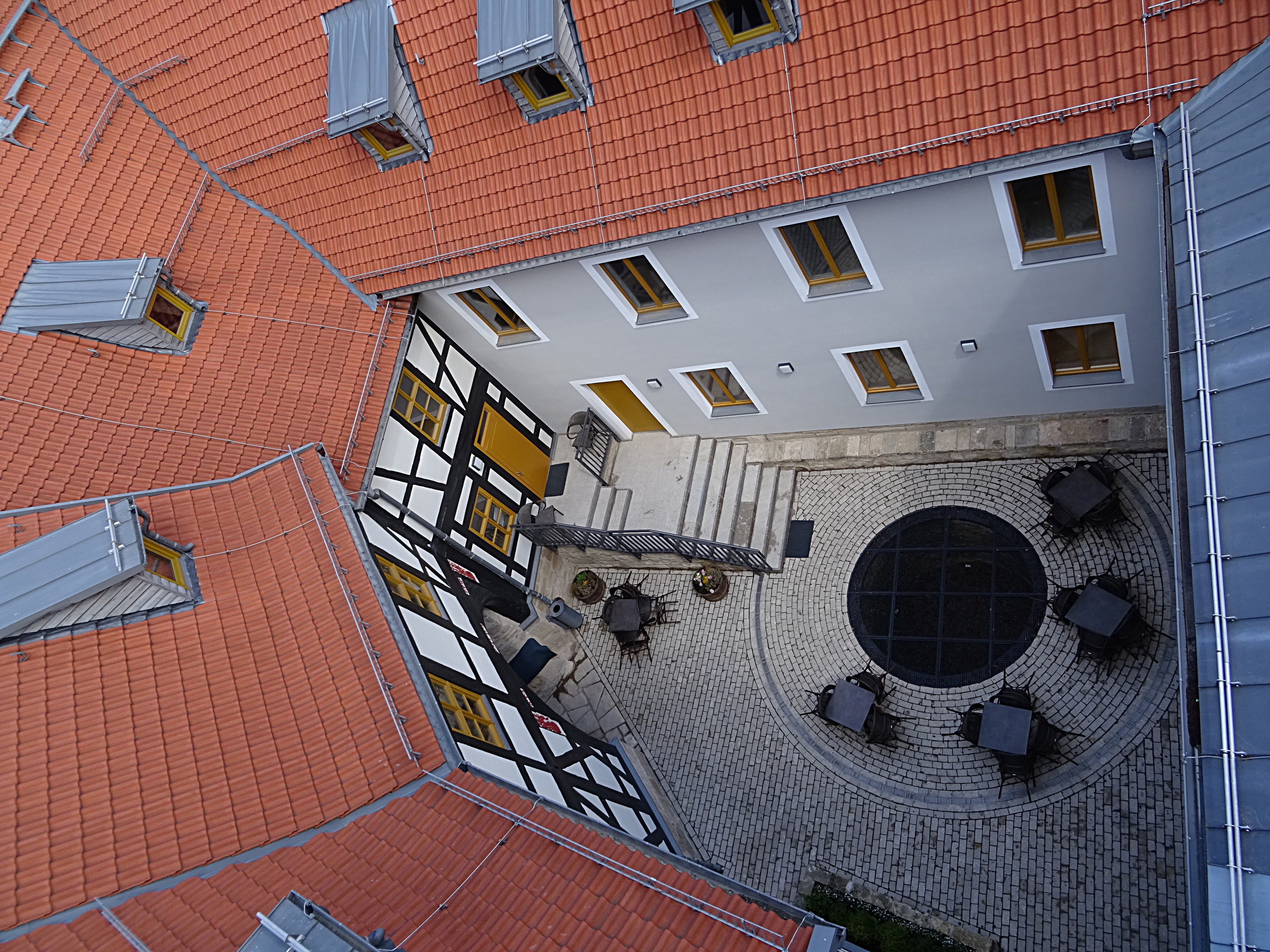
Innenhof mit Markierung des zweiten Bergfrieds
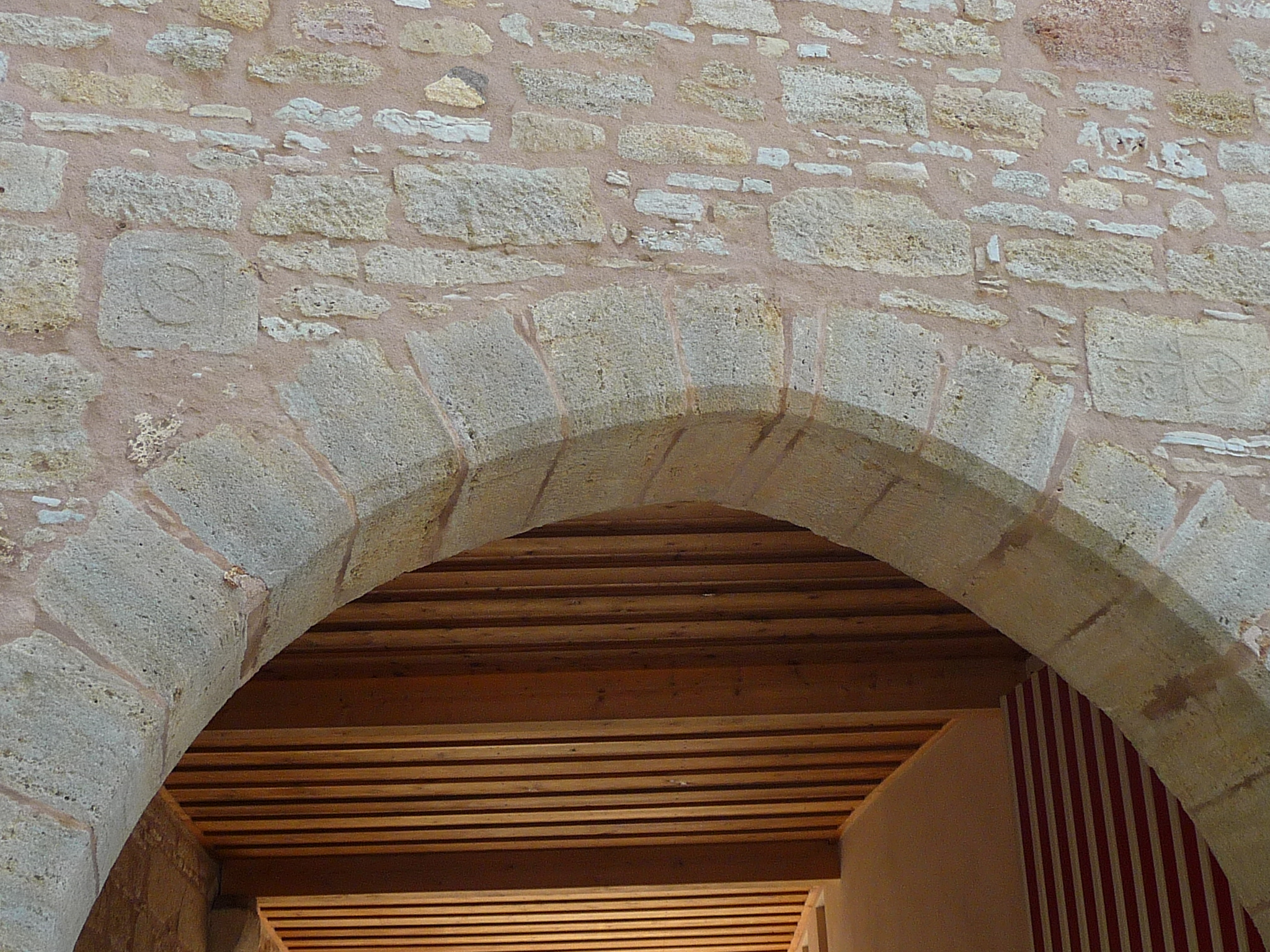
Das Burgtor mit den Mainzer Rädern und der Jahreszahl 1587

Eine erste urkundliche Erwähnung für das 1209 nennt einen Dietrich Böhme von Scharfenstein, was auf die Existenz einer Burg schließen lässt. Ob der bereits im Jahr 1161 in einer Urkunde des Naumburger Bischofs Udo genannte Godehardus von Scharfenstein der hiesigen Burg zugeordnet kann, wird stark angezweifelt. Sie war im Besitz der Grafen von Gleichen, welche wahrscheinlich die Erbauer der Burg waren.  Die Thüringer Landgrafen machten Lehnsansprüche geltend, sodass Landgraf Ludwig IV. von Thüringen, der sich in einer Fehde mit dem Mainzer Bischof Siegfried II. von Eppstein befand, die Burg 1219 erobern und zerstören ließ. Bis in die Mitte des 13. Jahrhunderts wurde die Burg Scharfenstein mit neuer, erweiterter Ringmauer und einem zweiten kleineren Bergfried in der Kernburg wieder aufgebaut. 1287 wurde die Burg in einer Urkunde „Castrum Scharphenstein“ genannt, als der Burgbesitz an den Erzbischof Heinrich II. vom Thüringer Landgrafen verpachtet wurde. Im Jahr 1294 wurde sie wegen hoher Verschuldung vom Grafen Heinrich von Gleichenstein mitsamt den Burgen Birkenstein (in der Nähe von Birkungen) und Gleichenstein (in der Nähe von Wachstedt) an den Mainzer Erzbischof Gerhard II. von Eppstein verkauft. Mit diesem Burgenverkauf ging der Verkauf des alten Eichsfeldes einher, dessen Name auf alle Besitzungen der Mainzer Erzbischöfe zwischen Werra und Harz überging und bis 1802 im Besitz von Kurmainz verblieb.
Im 14. Jahrhundert wurde Burg Scharfenstein als Pfandamt ausgebaut, zu welchem 14 Dörfer, zwei Klöster und mehrere Mühlen gehörten. Ab der Mitte des 14. Jahrhunderts hatten die Adelsfamilien von Bodungen und Knorr das Pfandamt inne, teilweise mit weiteren Adligen. Nach dem Tod von Heinrich Knorr 1383 ging sein Anteil von Burg und Amt Scharfenstein an Hans und Heinrich von Wintzingerode. Die Herren von Wintzingerode konnten im Laufe des 15. Jahrhunderts weitere Burgteile in ihren Besitz bringen, zu deren Zubehör auch das Vorwerk Beisenburg und Besitzungen in obereichsfelder Dörfern gehörten. Im 15. Jahrhundert traten einige Burgmänner des Scharfensteins auch als Raubritter auf, weshalb die Burg 1415 vom Mainzer Kurfürsten und weiteren Verbündeten belagert wurde. Durch einen Blitz getroffen, brannte die Burg 1431 fast vollständig nieder. Doch die Herren von Wintzingerode bauten sie wieder auf. 1448 erwarb Lotze von Entzenberg einen Teil der Burg für seine Familie, Hans von Entzenberg kündigte 1529 seine Burghäfte gegenüber dem Erzbischof.
Anfang des 13. Jahrhunderts wurden die adligen von Scharfenstein erwähnt, sie waren vermutlich von den Besitzern der Burg, den Grafen von Gleichen, eingesetzte Burgmänner. Möglicherweise benutzten auch Adlige aus anderen Familie, die auf der Burg eingesetzt waren den Namen Scharfenstein. Mit dem Verkauf der Burg durch die Grafen von Gleichen verließ vermutlich auch die Adelsfamilie die Burg. Ab dem 14. bis ins 17. Jahrhundert sind dann im Raum Gotha, Erfurt und Werra Adlige derer von Scharfenstein nachweisbar, ihr Wappen zeigt einen springenden Hund. Folgende Vertreter sind im Zusammenhang mit der Burg in Urkunden erwähnt:
- (1161, 1186 Godehardus von Scharfenstein)
- 1209 Dietrich Böhme von Scharfenstein (in zwei Urkunden des Mainzer Erzbischofs Gerhard ausgestellt auf dem Rusteberg)
- 1221 Brüder Amelung, Gothard und Wiker von Scharfenstein (in einer Urkunde des Mainzer Erzbischofs Siegfried II. für das Kloster Beuren)[9]
- 1287 Nikolaus von Scharphenstein (Burgmann)

### Seit der Zeit des Bauernkrieges
Der ehemalige Reifensteiner Zisterziensermönch Heinrich Pfeiffer floh im Jahr 1521 auf den Scharfenstein, wo er bis 1523 unter dem Schutz des Hans von Entzenberg in den umliegenden Ortschaften, auf dem Scharfenstein und unter der „Burglinde“ die lutherische Lehre predigte. Pfeiffer musste die Burg verlassen und ging anschließend nach Mühlhausen, wo er auf Thomas Müntzer traf. Im Mai 1525 vereinigte sich der Mühlhäuser mit dem Eichsfelder Bauernhaufen. Diese zogen unter der Führung Pfeiffers und Müntzers durch das Eichsfeld und brandschatzen die Burgen und Klöster in dem Gebiet, so auch das Kloster Reifenstein und auf Befehl Pfeiffers die Burg Scharfenstein. Schon sieben Jahre später wurde die Burg von Friedrich von Wintzingerode wieder aufgebaut. In der Zeit der Gegenreformation wurde die Pfandschaft des Amtes Scharfenstein vom Kurfürsten Daniel Brendel von Homburg 1583 gegenüber den von Wintzingerode gekündigt. Unter den lutherischen Herren von Wintzingerode hatte die Reformation im Amt Scharfenstein Einzug gehalten. Es folgte nach der Einlösung der Pfandschaft die vom Heiligenstädter Jesuitenkolleg ausgehende Gegenreformation. Hiervon zeugen noch die Jahreszahl 1587 und die Mainzer Räder am äußeren Burgtor. In der Folgezeit verlor die Burg an Bedeutung, wurde noch für Verwaltungszwecke genutzt und der Gewölbekeller der Kernburg diente als Gefängnis. 1802 wurde das Eichsfeld und somit auch die Burg Scharfenstein preußisch. Ab 1814 war sie Vorwerk der Domäne Reifenstein. Der baufällig gewordene Bergfried wurde im Jahr 1864 abgetragen. 1909 brannte die Burg durch einen erneuten Blitzschlag aus. Nach dem Zweiten Weltkrieg ging die Burg ins Volkseigentum über und wurde ab 1960 als Ferienheim und Naherholungszentrum des Kombinat Solidor Heiligenstadt genutzt.

### Nach der DDR-Zeit

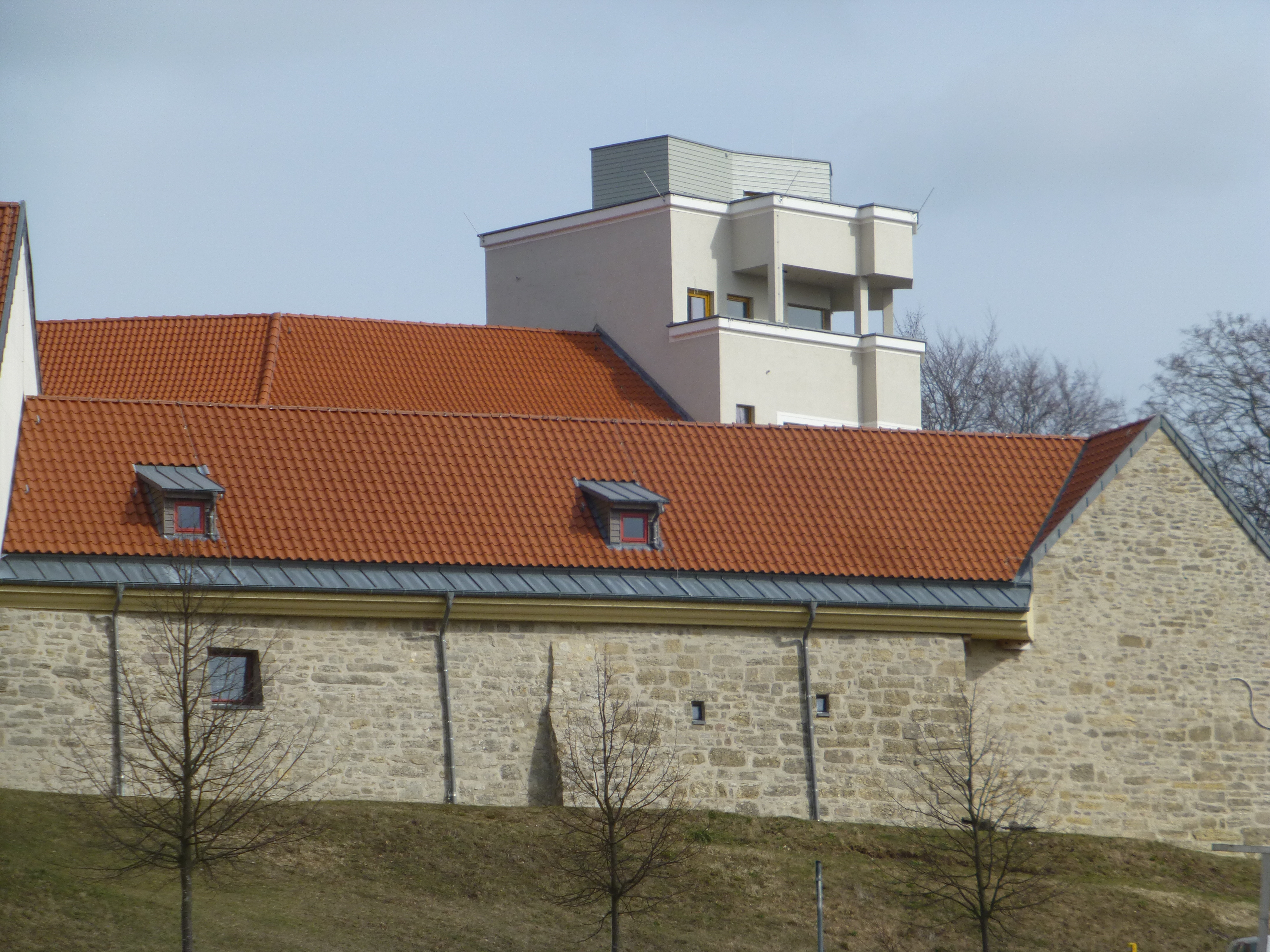
Der neue Turm mit Aussichtsplattform

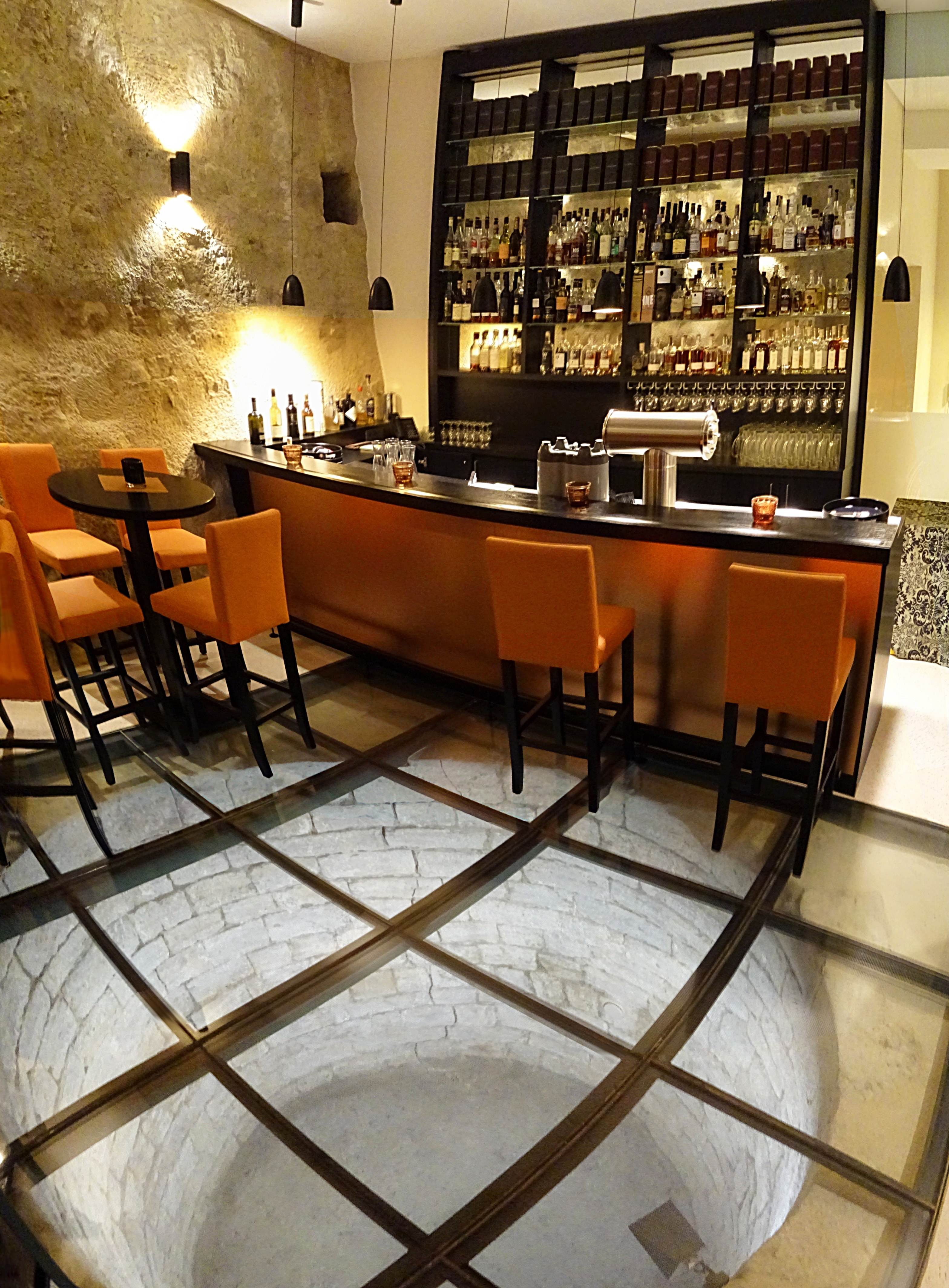
Burgkeller mit Stumpf des ersten Bergfrieds

Seit 1990 wurde Burg Scharfenstein von der Treuhand verwaltet und ist seit 2002 im Besitz der Stadt Leinefelde-Worbis. Seit 2006 wurde die Burg restauriert. Der Scharfenstein war als möglicher Ort des Papstbesuches im Eichsfeld im September 2011 angedacht. Im Zuge dessen fanden umfangreiche Sanierungsarbeiten ab 2008 an der Kernburg statt. Seither werden Teile der Burg mit Erdwärme beheizt. Der Papstbesuch wurde jedoch beim Wallfahrtsort Etzelsbach veranstaltet. Auf dem ehemaligen Scheunenstandort der Burg befindet sich seit 2011 ein Café und eine Außenterrasse, von der bei guter Sicht bis zum Harz und dem Brocken geschaut werden kann.  Am 5. Juli 2012 wurde der Stadt Leinefelde-Worbis für die Sanierung der Burg Scharfenstein der Thüringer Denkmalschutzpreis verliehen. 2014 wurden im Keller des Westflügels der Kernburg die untersten zwei Meter des nach 1525 abgetragenen Bergfrieds aus der Zeit um 1200 entdeckt und teilweise freigelegt.
Bis zum Jahre 2017 entstand im Bereich der in den 1960er Jahren eingestürzten Außenmauer der Kernburg ein moderner Turm mit Aussichtsplattform. Im selben Jahr verpachtete die Stadt Leinefelde-Worbis die komplette Burganlage langfristig an die Whiskywelt Burg Scharfenstein GmbH, die zur nahe gelegenen Brauerei Neunspringe Worbis gehört. Gemeinsam mit Familie Ehbrecht, Eigentümer der Brauerei, sanierte die Stadt bis zum Jahr 2020 die komplette Kernburg. Dort entstand ein Whiskyerlebniszentrum, eine Hotelanlage mit Restaurant sowie eine Kaffeerösterei. Damit sind die Sanierungsarbeiten abgeschlossen und die komplette Burg ist einer neuen Nutzung zugeführt.

### Amt Scharfenstein
Burg und Burgbezirk Scharfenstein mit 14 Dörfern, zwei Klöstern und zahlreichen heute nicht mehr existierenden Orten wurden 1294 von den Grafen von Gleichenstein an Kurmainz verkauft. Weit östlich der Burg gelegene Orte, wie Vollenborn wurden später vom Amt abgetrennt, Niederorschel war nur teilweise im Besitz der Erzbischöfe. Burg und Amt wurden nachfolgend zu einem Pfandobjekt der Erzbischöfe, die mehrere Pfandnehmer mit der der Burg belehnten. 1412 belehnte der Kurfürst belehnte die Herren von Wintzingerode mit einem Großteil der Burg und des Amtes, die es dann über 200 Jahre innehatten. Nach einer Fehde des Erzbistums, der Landgrafschaft Hessen und der Wettiner gegen Hans von Wintzingerode im Jahr 1415 konnte das Stift die Kosten für den Einsatz der Wettiner nicht bezahlen und verpfändete die Hälfte der Burg an die Wettiner.
1583 wurde die Mainzer Erzbischöfe durch Kündigung der Pfandschaft wieder alleinige Besitzer der Burg und setzten Beamte als Amtsvögte bzw. Amtmänner ein. Diese unterstanden dem Oberamt in Heiligenstadt und waren im Gegensatz zu den Pfandinhabern dem dortigen Landschreiber rechenschaftspflichtig. Die Behörde setzte sich mehrheitlich aus folgenden Personen zusammen: dem Amtsvogt, dem Amtsrichter, dem Amtsaktuar, dem Amtsschreiber und dem Amtspedell. Das Amt war auch Gerichtsbezirk und auf der Burg existierte ein Gefängnis. Für die genaue Lage der Richtstätte gibt es keine Nachweise, nahe der Burg bei Kreuzebra ist ein Hügel mit dem Namen Galgenkopf und bei Beinrode der Richteberg bekannt. 1802 übernahm Preußen das Amt und führten es als Domäne weiter.
Gerichtsorte im Amtsbezirk waren die Burg selbst mit ihren verschiedenen Besitzern und Pfandinhabern. Darüber hinaus wurde Birkungen im 16. Jahrhundert mehrfach als Gerichtsort genannt, ob als ehemals Birkensteinischer Gerichtsort oder in Verbindung mit dem Schulzenamt oder dem Kloster Reifenstein ist nicht zu entscheiden (auf der benachbarten Burg Birkenstein wurde im 13. Jahrhundert Gericht gehalten). Die Klöster Beuren (im 14. bis 15. Jahrhundert) und Reifenstein hatten eine eigene Gerichtsbarkeit, die in durch die Wirren des Bauernkrieges aber eingeschränkt wurden. Über das ehemalige Dorf Kirrode bestand ein eigenes adliges Gericht, bevor es zum Burgamt gezogen wurde.

#### Burgherren
Nachfolgend eine Auflistung nachgewiesener Pfandinhaber, Vögte oder Burgmänner. Zeitweise hatten Herren aus verschiedenen Adelsfamilien gleichzeitig hier ihren Wohn- oder Burgsitz, an welche das Amt Scharfenstein ganz oder teilweise verpfändet war. Der Scharfenstein wurde somit zu einer Ganerbenburg.
- 1209 Dietrich Böhme von Scharfenstein, Mainzischer Ministerial[19]
- 1253 und 1257 Otto (advocatus de Scharphenstein), Gleichensteinischer Amtmann[20]
- 1257 Herewald, Eswin, Otto, Dietrich, Kunemund (Burgleute)
- 1260 Dietrich von Bodungen (Vogt)
- 1268 Heinrich von Wachstedt (Vogt)[21]
- 1287 Nikolaus von Scharphenstein, als Burgmann der Grafen von Gleichen[22]
- 1290 Ritter Hugo von Marchia[23]
- 1294 Otto und Friedrich von Scharfenstein[23]
- 1300, 1309 Otto von Worbis (Burgmann)[24]
- 1300 Ludwig von Kindehausen (Pfandinhaber)[23]
- 1330 Ludolf von Schlotheim und Rüdiger von dem Hagen[25]
- 1338 Tile von Bodungen, Tile Knorr der Jüngste und Bertold von Werter[26]
- 1341 Apel von Westhausen[23]
- 1361 Tile von Bodungen, Heinrich von Bodenstein und Heinrich von Knorr[27]
- 1373 Wedekind von Geisleden[23]
- 1381 Hans von Knorr[28]
- 1387 Hans von Bodungen mit Otto, Hermann, Friedrich von Worbis und denen von Wintzingerode[23]
- 1388 Eckard und Thilo von Bodenstein, Gebrüder[29]
- 1415 Johann von Wintzingerode[23]
- 1438 Heinrich der Ältere und Heinrich der Jüngere von Wintzingerode[23]
- 1440 Berld und Siegried von Wildungen[23]
- 1448 Hermann von Bültzingslöwen, Lotze von Entzenberg und Ernst von Wintzingerode schließen einen Burgfrieden
- 1469 Friedrich von Linsingen[30]
- 1479 Engelhard, Georg und Burchard von Entzenberg
- Hans und Hermann von Wintzingerode erwerben Anteile der Burg
- 1521 Hans von Entzenberg ist Mitinhaber[23]
- 1525, 1532 Friedrich von Wintzingerode
- 1556 Hans und Bertram von Wintzingerode

#### Amtsvögte
Folgende Amtsvögte sind bekannt:
- 1549 Antonius Groß[31]
- 1554 Kunz Gutjahr[32]
- 1584–1618 Klaus Wagner[31]
- 1606?–1627 Vinzenz Schott[31]
- 1627–1656 Johannes Schott[31]

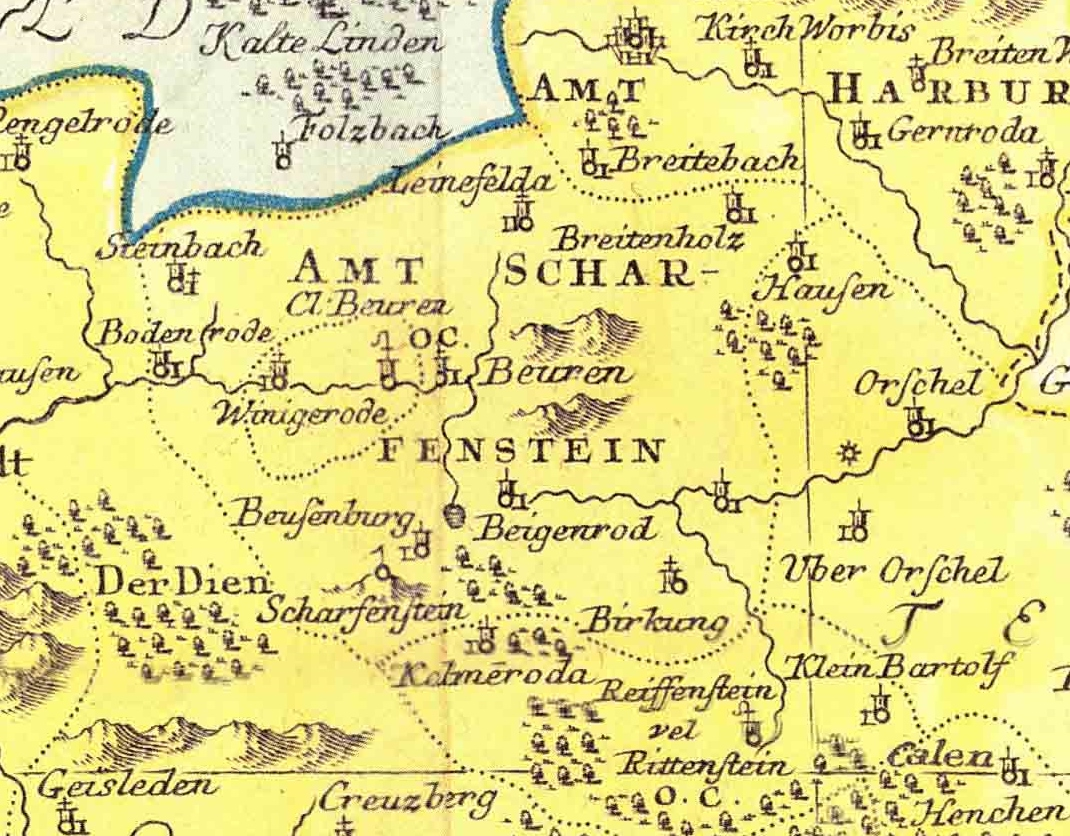
Das kurmainzische Amt Scharfenstein im Jahr 1759

- 1656–1665 Johann Jodocus Helmsdorf[31]
- 1665–1672 Johann Weinrich Helmsdorf[31]
- 1672–1701 Johann Christoph Schott (gest. 1701)[31]
- 1701–1732 Johann Christoph Schott (gest. nach 1732)[31]
- 1732–1754 Adrian Jodocus Schott[31]
- 1754–1756 Anton Philipp Wincopp[31]
- 1757–1764 Urban Ignaz Bodmann[31]
- 1764–1767 Georg Philipp Teitzel[31]
- 1757–1775 Berthold Philipp Bodmann[31]
- 1776–1790 Karl Förster[31]
- 1790–1802 Urban Jünemann[31]

### Gut Scharfenstein
Mit der Übernahme des Eichsfeldes durch das Königreich Preußen im Jahr 1802 gingen auch Burg und Amt Scharfenstein mit allen Besitzrechten in deren Eigentum über. Der letzte kurmainzische Amtmann Jünemann blieb zunächst für den neuen Landesherren noch im Amt. Nach der Niederlage Preußens gegen Frankreich im Jahr 1806 wurde die Verwaltungsstruktur umfassend geändert und Kantone nach französischem Vorbild geschaffen, die Burg war kein Herrschafts- und Verwaltungssitz mehr. Die Güter und Ländereien des ehemaligen Amtes wurden zu einer Dotationsdömäne Napoleons. Von der Domänenverwaltung des Königreichs Westphalen wurden das Gut verpachtet. Nach der Niederlage Napoleons im Jahr 1814 kam das Gut endgültig wieder zum Königreich Preußen und wurde ein königliches Kameralgut der preußischen Domänenverwaltung. Verpachtet wurde es dann zusammen mit den Domänen Beinrode und Reifenstein und wurde zum Vorwerk herabgestuft.
1869 wurde der Gutsbetrieb stark verkleinert und der preußischen Forstverwaltung unterstellt. Bis 1956 wohnte der zuständige Revierförster auf der Burg, danach noch einige Zeit unterhalb des Schlossberges.

## Bauliche Anlage
Die auf einem Bergsporn errichtete Burg besteht aus der Haupt- oder Kernburg und einer Vorburg mit jeweils einem Innenhof. Älteste Bauteile sind die Stumpfreste eines Buckelquaderturmes der Kernburg aus dem späten 12. Jahrhundert und ein spärlicher Teil einer Mauer. Durch zahlreiche Zerstörungen und Wiederaufbauten nach 1221, 1448 und 1525 sind von der hochmittelalterlichen Bauphase keine weiteren Reste vorhanden. Im Bereich der Vorburg wurden wesentliche Veränderungen bis in die jüngste Vergangenheit vorgenommen. Der in den 1960er Jahren eingestürzte Teil der Kernburg wurde durch einen turmähnlichen Neubau nach 2010 ersetzt. Die große Scheune am nördlichen Ende der Burganlage existiert nicht mehr und wurde zu einer Aussichtsterrasse umgebaut.

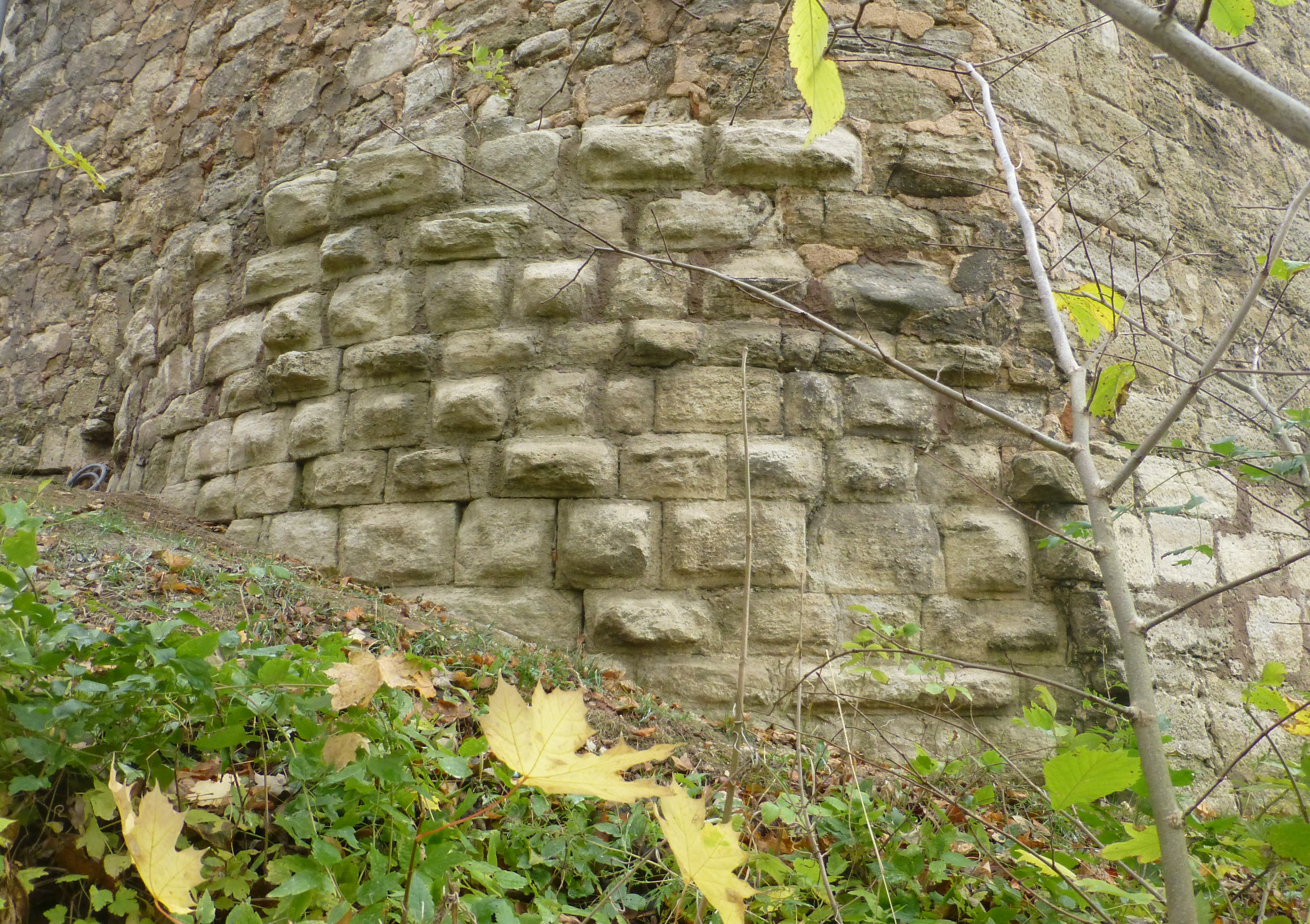
Reste des ersten Bergfrieds aus romanischer Zeit
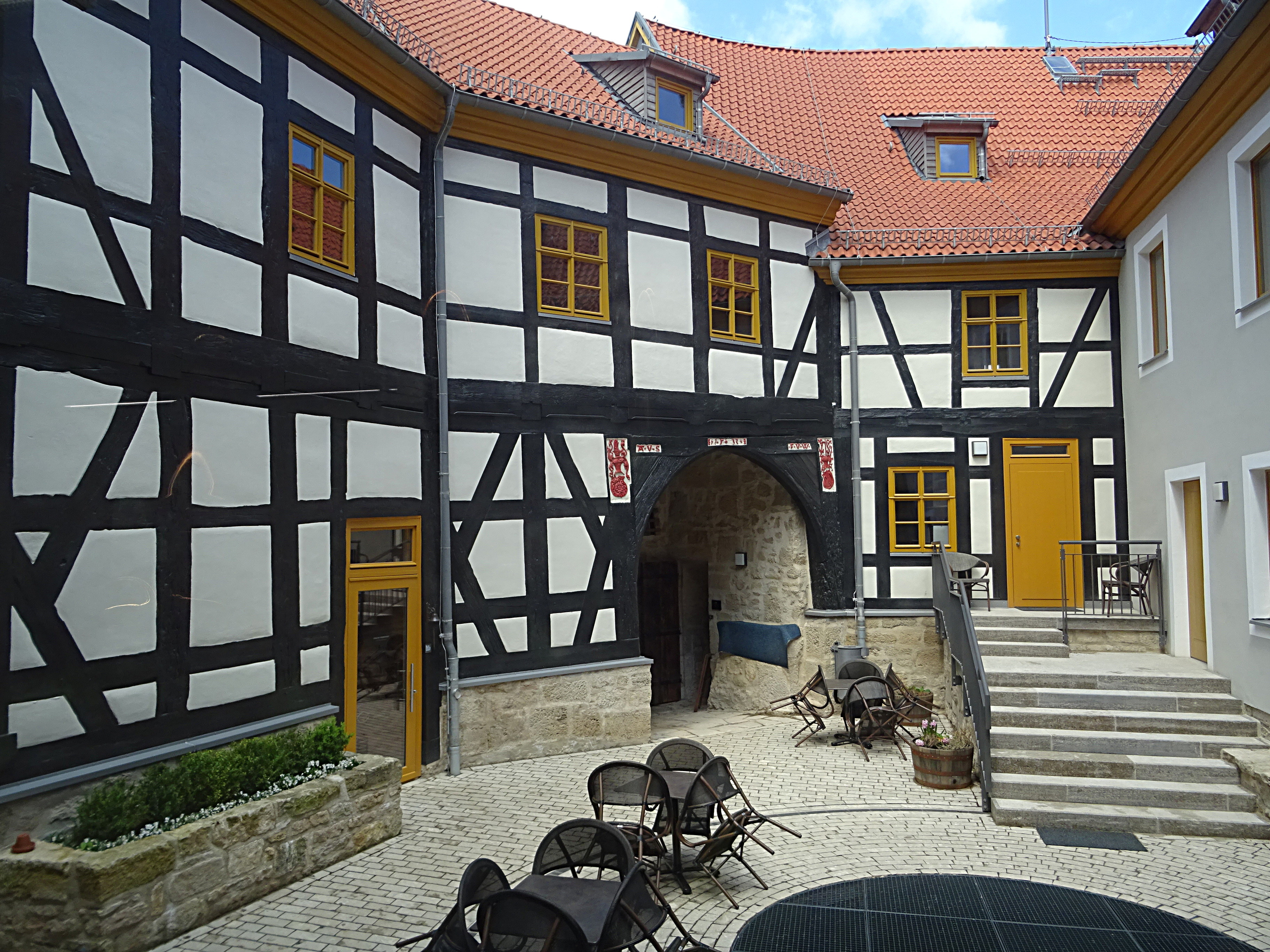
Von Friedrich von Wintzingerode errichtete Teile der Kernburg aus dem 16. Jahrhundert
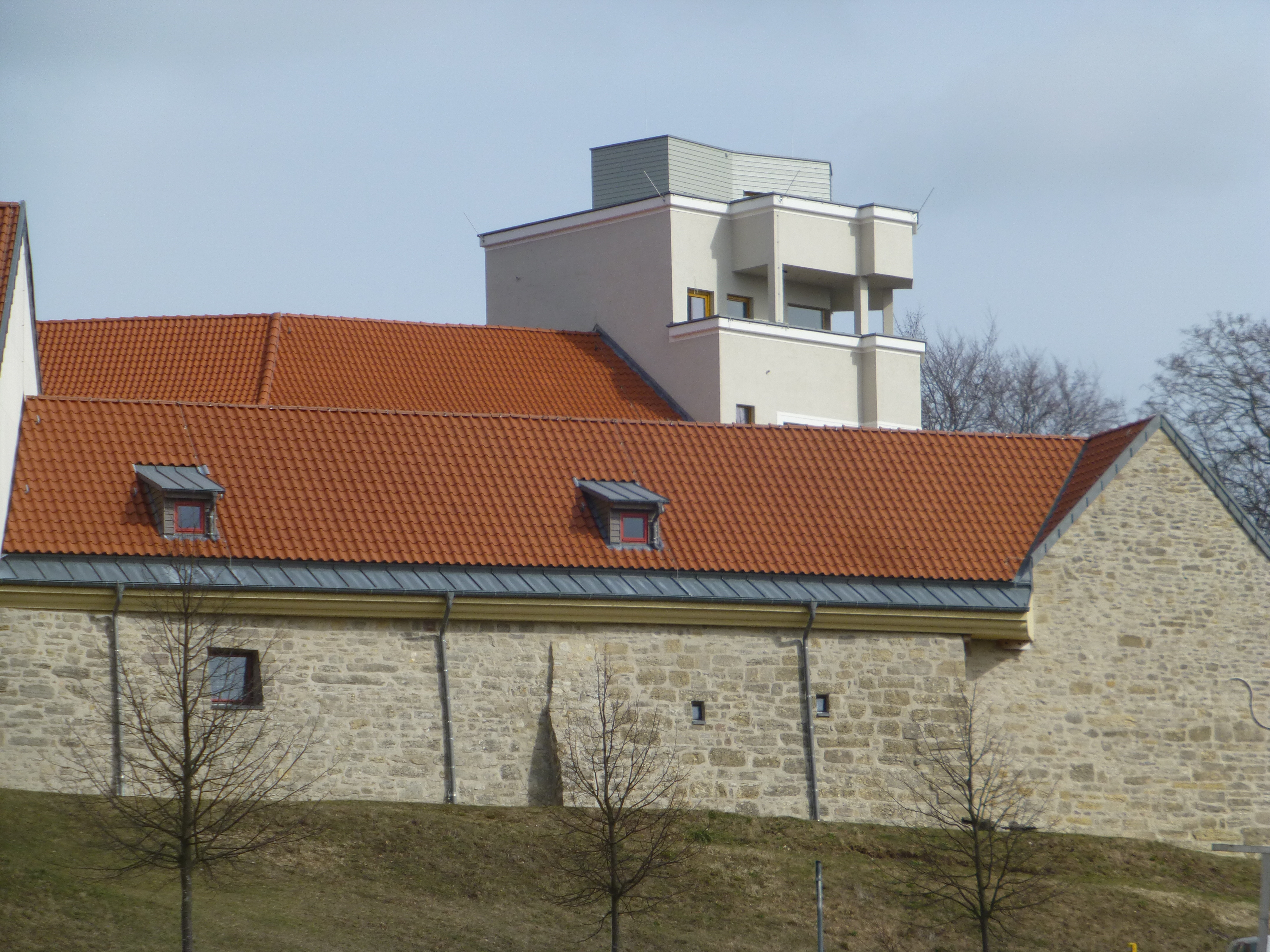
Umgebaute Vorburg und neuerrichteter Turm der Kernburg

## Thomas-Müntzer-Linde
Vor dem Burgtor, nördlich des Eingangs der Vorburg, steht die alte Burglinde unter der schon der ehemalige Mönch und spätere Bauernführer Heinrich Pfeiffer gepredigt haben soll. Ihre heutige Bezeichnung „Thomas-Müntzer-Linde“ trägt sie zum Gedenken an die Leitfigur des frühneuzeitlichen Bauernaufstands in Thüringen, dem radikal-reformatorischen Mühlhäuser Pfarrer Thomas Müntzer.
Die in die Liste markanter und alter Baumexemplare in Deutschland eingetragene Sommerlinde wird als ältester Laubbaum im Eichsfeld bezeichnet. Als Pflanzdatum wird häufig die Zeit um das Jahr 1450 angegeben. Je nach Quellenlage wird der Linde ein Alter von 490–600 Jahren zugesprochen. Zusammen mit zwei weiteren, direkt vor dem Burgareal stehenden, riesigen alten Linden wurde sie unter der Bezeichnung „3 Linden vor der Burg Scharfenstein“ als Naturdenkmal unter Schutz gestellt.
Ihr mächtiger Grundstamm verzweigt sich schon in wenigen Metern Höhe in mehrere dicke Starkäste, die gemeinsam eine üppige Krone bilden. Nach Messung im Jahr 2019 hat der Stamm einen Brusthöhenumfang von 8,05 m. Die Höhe des monumentalen Baumveterans wird mit 25 m angegeben.

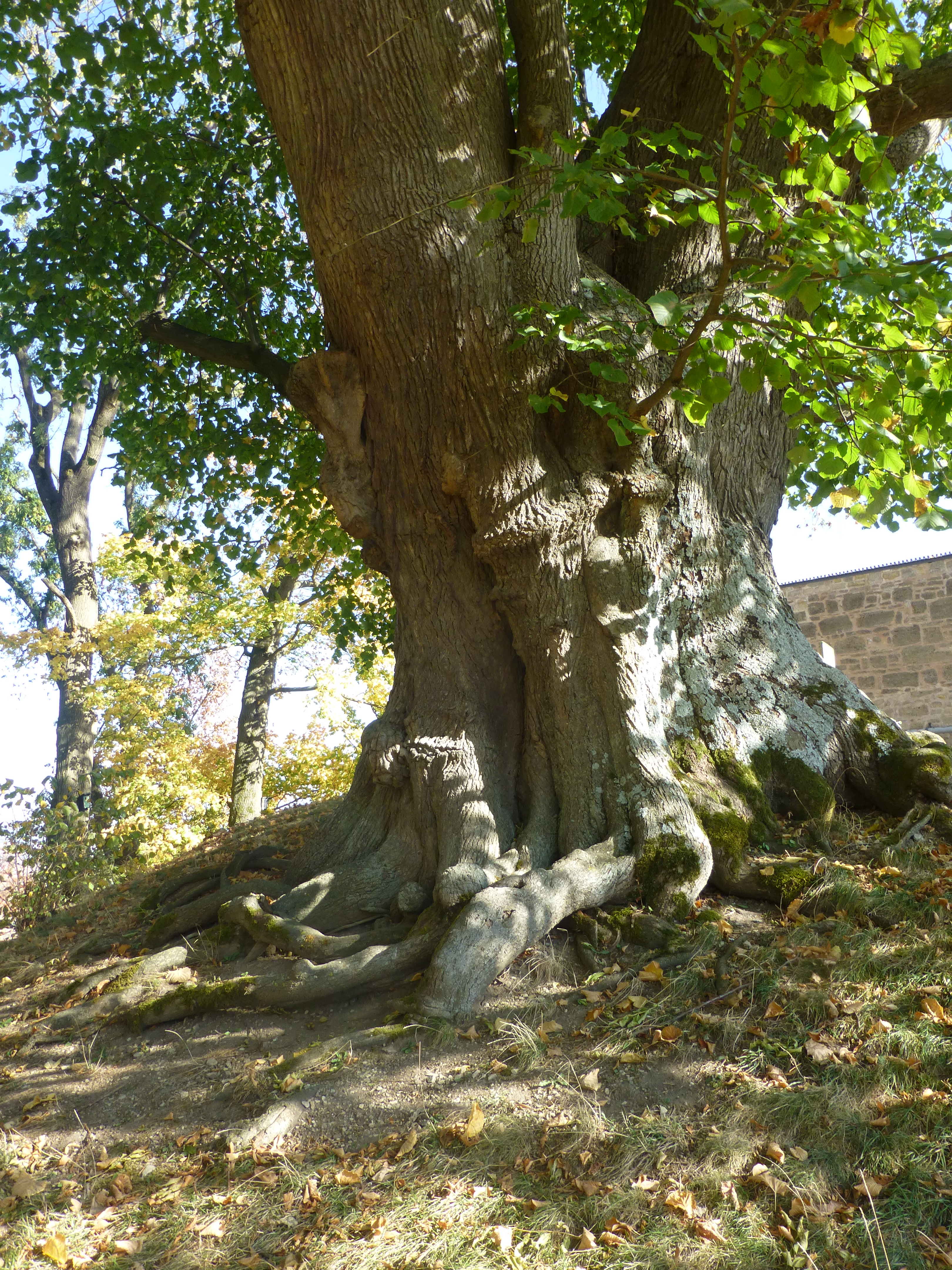
Stamm des Baumveterans
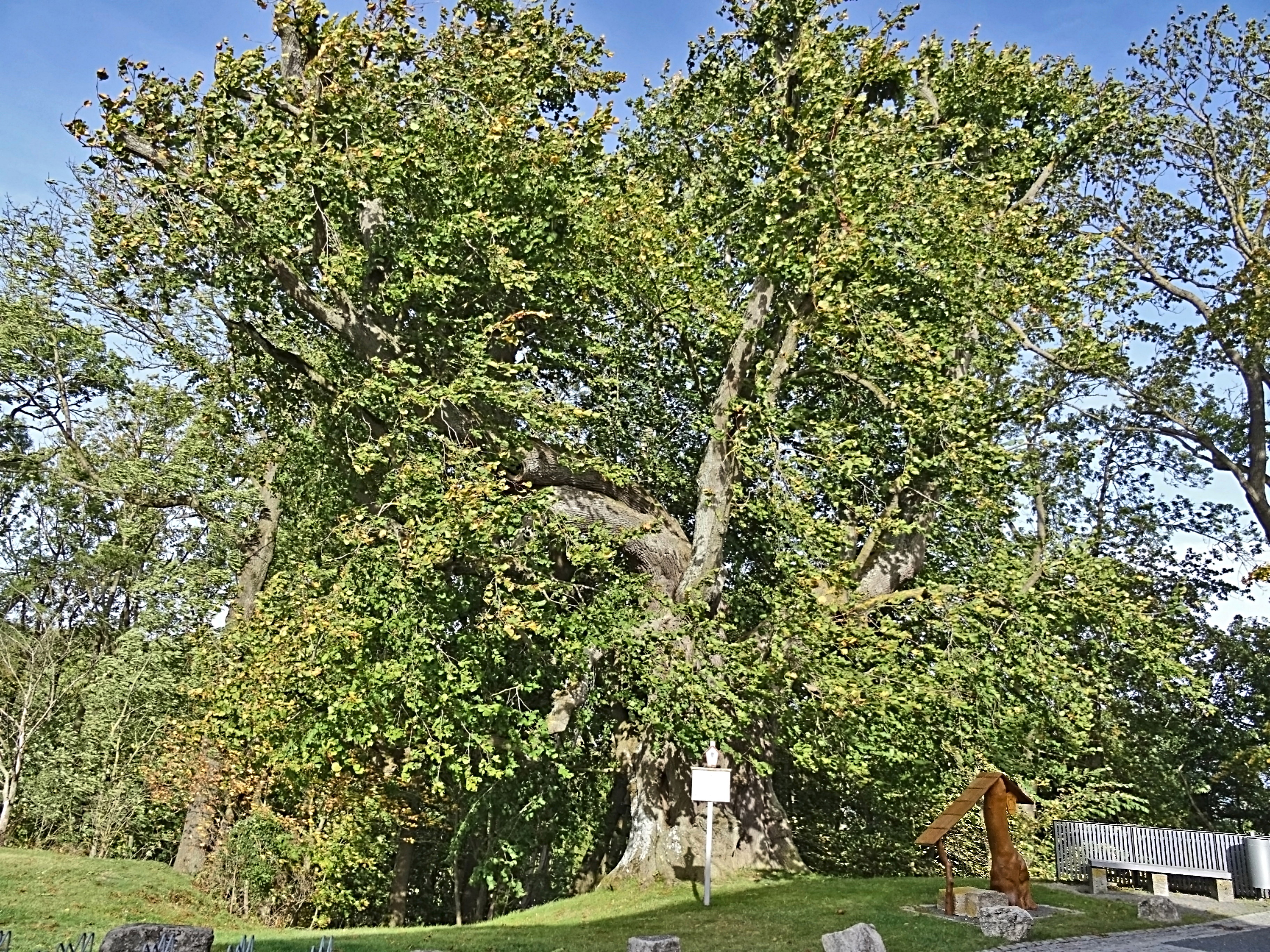
Thomas-Müntzer-Linde
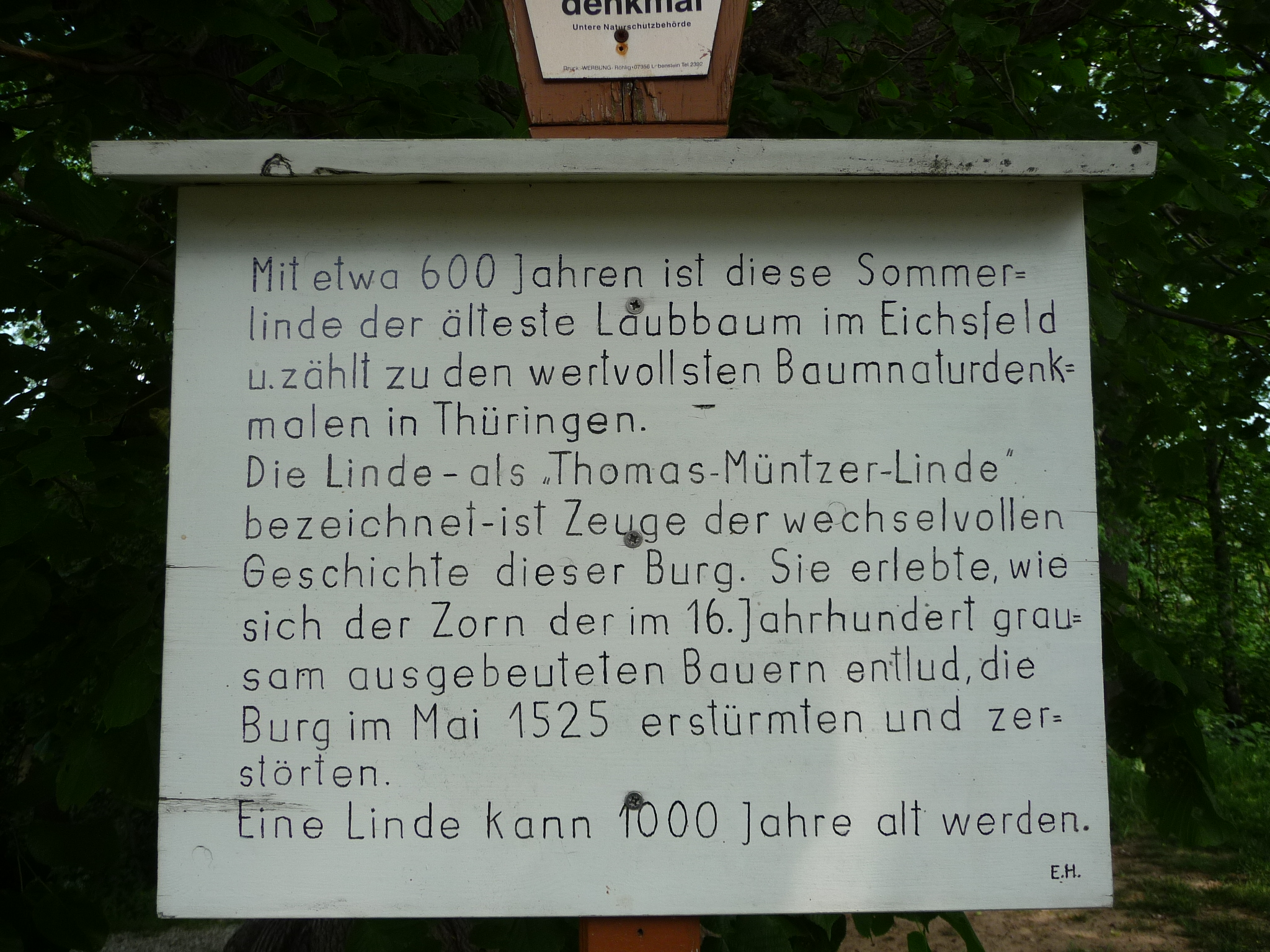
Tafel vor der Thomas-Müntzer-Linde

## Aussicht

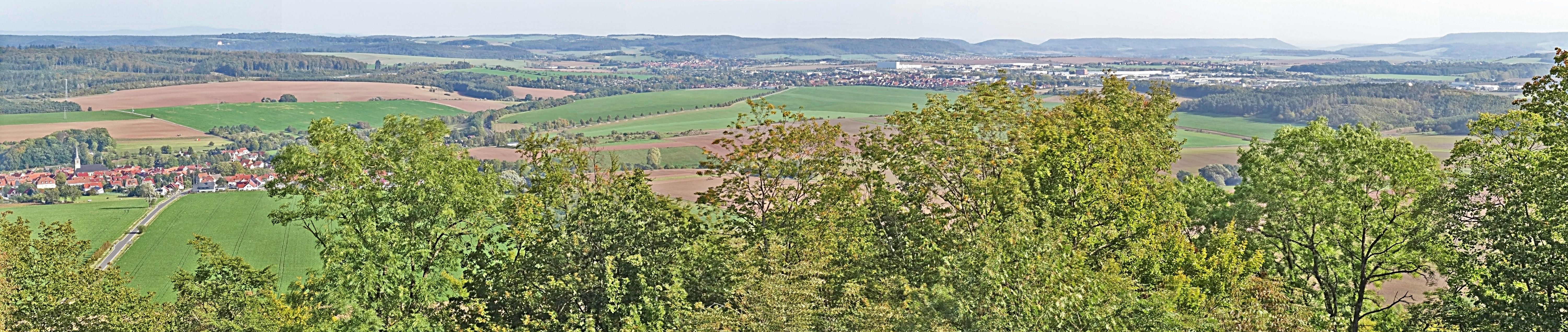
Ausblick von der Terrasse ins obere Leinetal. Links Burg Bodenstein, dahinter der Brocken, rechts die Eichsfelder Pforte

Auf der Burg Scharfenstein gibt es zwei Aussichtsmöglichkeiten:
- von der Terrasse hat man eine weite Aussicht nach Norden und Osten in das obere Leinetal, den Eichsfelder Kessel, das Ohmgebirge und den östlichen Dün, sowie bei guter Sicht vom Oberharz mit dem Brocken bis zum Unterharz hinter der Eichsfelder Pforte
- vom im Jahre 2016 fertig gestellten 20 Meter[35] hohen Turm hat man eine Rundumsicht nach Norden bis zum Harz und nach Süden über die Eichsfelder Höhen.